# Anthony Cary, 5. Viscount Falkland
Anthony Cary, 5. Viscount Falkland PC (* 16. Februar 1656; † 24. Mai 1694) war ein schottischer Peer und englischer Politiker. Nach ihm wurde der Falklandsund benannt, der wiederum Namensgeber für den gesamten Archipel der Falklandinseln wurde.
Cary war das einzige Kind des Henry Cary, 4. Viscount Falkland (1634–1663), aus dessen Ehe mit Rachel Hungerford († 1657). Er war noch minderjährig, als er beim Tod seines Vaters 1663 dessen Adelstitel als 5. Viscount Falkland und 5. Lord Cary erbte. 
Cary war zwischen 1685 und 1694 mehrfach Mitglied des englischen House of Commons, zuerst 1685–1687 für Oxfordshire, dann 1689–1690 für Great Marlow und schließlich 1690–1694 für Great Bedwyn. Dies war möglich, da der Adelstitel zur Peerage of Scotland gehörte und nicht automatisch mit einem Sitz im englischen House of Lords verbunden war. Im Parlament stand er der Partei der Tories nahe. Daneben war er 1681–1689 als Treasurer of the Navy für die Finanzierung der Royal Navy verantwortlich. Nachdem er 1692 in den Privy Council berufen worden war, war Cary 1693 bis zu seinem Tod als Erster Lord der Admiralität ranghöchster Zivilist in der Royal Navy. Im März 1694 wurde er wegen illegaler Spekulationsgeschäfte im Tower of London inhaftiert. Zwei Monate später starb er an den Pocken und wurde in Westminster Abbey bestattet.
Cary war mit Rebecca Lytton (1662–1709), Tochter des Sir Rowland Lytton (1615–1674), Gutsherr von Knebworth Park in Hertfordshire, verheiratet. Mit ihr hatte er eine Tochter, Harriott Cary, die aber 1683, noch im Kindesalter, starb. Da er bei seinem Tod keine Nachkommen hinterließ, fielen seine Adelstitel an seinen Cousin zweiten Grades Lucius Henry Cary (1687–1730).